# Hoplosathe capricornis
Hoplosathe capricornis är en tvåvingeart som beskrevs av Lyneborg och Zaitzev 1980. Hoplosathe capricornis ingår i släktet Hoplosathe och familjen stilettflugor. Inga underarter finns listade i Catalogue of Life.